# Моцарт Сантош Батища Джуниър
Моцарт Сантош Батища Джуниър (първото име на немски език, другите имена на португалски: Mozart Santos Batista Júnior, роден на 8 ноември 1979 в Куритиба), по-известен само като Моцарт, е бразилски футболист.
Известен е с играта си във ФК Спартак Москва. Заема пост дефанзивен полузащитник. Играе за Бразилия на Летни олимпийски игри 2000.